# بابا عريس (فلم)
بابا عريس فيلم إنتاج عام 1950 ويعتبر أول فيلم مصري بالالوان بطولة نعيمة عاكف كاميليا حسن فايق تاليف واخراج حسين فوزي.

## وصلات
- مقالات تستعمل روابط فنية بلا صلة مع ويكي بيانات